# Світовий Тур ATP 2010
Світовий Тур ATP 2010 - всесвітній елітний професійний цикл тенісних турнірів, організований Асоціацією тенісистів-професіоналів. 2010 року календар включав чотири турніри Великого шолому (проводяться Міжнародною федерацією тенісу), турніри серії Мастерс, турніри категорій 500, 250.  Також до Туру входили Кубок Девіса та Фінал Світового Туру ATP. Крім того, до офіційного переліку турнірів входить Кубок Гопмана, за який очки учасникам не нараховуються.

## Розклад
Нижче наведено повний розклад турнірів на 2011 рік, включаючи перелік тенісистів, які дійшли на турнірах щонайменше до чвертьфіналу.
Легенда
| Турніри Великого шолома       |
| Фінал Світового Туру ATP      |
| Світовий Тур ATP Мастерс 1000 |
| Світовий Тур ATP 500          |
| Світовий Тур ATP 250          |
| Командні змагання             |

### Січень
| Тиждень           | Турнір | Переможець                                            | Фіналіст                             | Півфіналісти                                 | Чвертьфіналісти                                              |
| ----------------- | --- | ----------------------------------------------------- | ------------------------------------ | -------------------------------------------- | ------------------------------------------------------------ |
| 4 січня           | Hyundai Hopman Cup Перт, Австралія Тверде (i) – 1,000,000 Австр. доларів – 8 команд                                                                            | Іспанія · 2–1                                         | Велика Британія                      | Програли в групі A Румунія · США · Австралія | Програли в групі B Казахстан · Росія · Німеччина             |
| 4 січня           | Brisbane International Брисбен, Австралія ATP World Tour 250 Тверде – $372,500 – 32S/16D Одиночний розряд – Парний розряд                                      | Енді Роддік 7–6(7–2), 7–6(9–7)                        | Радек Штепанек                       | Томаш Бердих Гаель Монфіс                    | Рішар Гаске Томас Беллуччі Джеймс Блейк Вейн Одеснік         |
| 4 січня           | Brisbane International Брисбен, Австралія ATP World Tour 250 Тверде – $372,500 – 32S/16D Одиночний розряд – Парний розряд                                      | Жеремі Шарді Марк Жікель 6–3, 7–6(7–5)                | Лукаш Длоуги Леандер Паес            | Томаш Бердих Гаель Монфіс                    | Рішар Гаске Томас Беллуччі Джеймс Блейк Вейн Одеснік         |
| 4 січня           | Aircel Chennai Open Ченнай, Індія ATP World Tour 250 Тверде – $398,250 – 32S/16D Одиночний розряд – Парний розряд                                              | Марин Чилич 7–6(7–2), 7–6(7–3)                        | Стен Вавринка                        | Дуді Села Янко Типсаревич                    | Лукаш Лацко Міхаель Беррер Тіємо де Баккер Сантьяго Хіральдо |
| 4 січня           | Aircel Chennai Open Ченнай, Індія ATP World Tour 250 Тверде – $398,250 – 32S/16D Одиночний розряд – Парний розряд                                              | Марсель Гранольєрс Сантьяго Вентура Бертомеу 7–5, 6–2 | Лу Єнь-Сюнь Янко Типсаревич          | Дуді Села Янко Типсаревич                    | Лукаш Лацко Міхаель Беррер Тіємо де Баккер Сантьяго Хіральдо |
| 4 січня           | Qatar ExxonMobil Open Доха, Катар ATP World Tour 250 Тверде – $1,024,000 – 32S/16D Одиночний розряд – Парний розряд                                            | Микола Давиденко 0–6, 7–6(10–8), 6–4                  | Рафаель Надаль                       | Роджер Федерер Віктор Троїцький              | Ернестс Гулбіс Іво Карлович Лукаш Кубот Стів Дарсі           |
| 4 січня           | Qatar ExxonMobil Open Доха, Катар ATP World Tour 250 Тверде – $1,024,000 – 32S/16D Одиночний розряд – Парний розряд                                            | Гільєрмо Гарсія-Лопес Альберт Монтаньєс 6–4, 7–5      | Франтішек Чермак Міхал Мертиняк      | Роджер Федерер Віктор Троїцький              | Ернестс Гулбіс Іво Карлович Лукаш Кубот Стів Дарсі           |
| 11 січня          | Medibank International Sydney Сідней, Австралія ATP World Tour 250 Тверде – $372,500 – 28S/16D Одиночний розряд – Парний розряд                                | Маркос Багдатіс 6–4, 7–6(7–2)                         | Рішар Гаске                          | Жульєн Беннето Марді Фіш                     | Потіто Стараче Леонардо Маєр Ллейтон Г'юїтт Петер Лучак      |
| 11 січня          | Medibank International Sydney Сідней, Австралія ATP World Tour 250 Тверде – $372,500 – 28S/16D Одиночний розряд – Парний розряд                                | Деніел Нестор Ненад Зімоньїч 6–3, 7–6(7–5)            | Росс Гатчінс Джордан Керр            | Жульєн Беннето Марді Фіш                     | Потіто Стараче Леонардо Маєр Ллейтон Г'юїтт Петер Лучак      |
| 11 січня          | Heineken Open Окленд (Нова Зеландія), Нова Зеландія ATP World Tour 250 Тверде – $355,500 – 28S/16D Одиночний розряд – Парний розряд                            | Джон Ізнер 6–3, 5–7, 7–6(7–2)                         | Арно Клеман                          | Альберт Монтаньєс Філіпп Кольшрайбер         | Томмі Робредо Міхаель Ламмер Марк Жікель Юрген Мельцер       |
| 11 січня          | Heineken Open Окленд (Нова Зеландія), Нова Зеландія ATP World Tour 250 Тверде – $355,500 – 28S/16D Одиночний розряд – Парний розряд                            | Маркус Даніелл Горія Текеу 7–5, 6–4                   | Марсело Мело Бруно Соарес            | Альберт Монтаньєс Філіпп Кольшрайбер         | Томмі Робредо Міхаель Ламмер Марк Жікель Юрген Мельцер       |
| 18 січня 25 січня | Відкритий чемпіонат Австралії з тенісу Мельбурн, Австралія Grand Slam Тверде – 10,712,240 Австр. доларів 128S/64D/32X Одиночний розряд – Парний розряд – Мікст | Роджер Федерер 6–3, 6–4, 7–6(13–11)                   | Енді Маррей                          | Жо-Вілфрід Тсонга Марин Чилич                | Микола Давиденко Новак Джокович Енді Роддік Рафаель Надаль   |
| 18 січня 25 січня | Відкритий чемпіонат Австралії з тенісу Мельбурн, Австралія Grand Slam Тверде – 10,712,240 Австр. доларів 128S/64D/32X Одиночний розряд – Парний розряд – Мікст | Боб Браян Майк Браян 6–3, 6–7(5–7), 6–3               | Деніел Нестор Ненад Зімоньїч         | Жо-Вілфрід Тсонга Марин Чилич                | Микола Давиденко Новак Джокович Енді Роддік Рафаель Надаль   |
| 18 січня 25 січня | Відкритий чемпіонат Австралії з тенісу Мельбурн, Австралія Grand Slam Тверде – 10,712,240 Австр. доларів 128S/64D/32X Одиночний розряд – Парний розряд – Мікст | Леандер Паес Кара Блек 7–5, 6–3                       | Ярослав Левинський Катерина Макарова | Жо-Вілфрід Тсонга Марин Чилич                | Микола Давиденко Новак Джокович Енді Роддік Рафаель Надаль   |

### Лютий
| Тиждень   | Турнір | Переможець                                          | Фіналіст                        | Півфіналісти                    | Чвертьфіналісти                                                         |
| --------- | --- | --------------------------------------------------- | ------------------------------- | ------------------------------- | ----------------------------------------------------------------------- |
| 1 лютого  | SA Tennis Open Йоганнесбург, ПАР ATP World Tour 250 Тверде – $442,500 – 32S/16D Одиночний розряд – Парний розряд                                                 | Фелісіано Лопес 7–5, 6–1                            | Стефан Робер                    | Гаель Монфіс Давид Феррер       | Лу Єнь-Сюнь Ражів Рам Дастін Браун Сомдев Девварман                     |
| 1 лютого  | SA Tennis Open Йоганнесбург, ПАР ATP World Tour 250 Тверде – $442,500 – 32S/16D Одиночний розряд – Парний розряд                                                 | Роган Бопанна Айсам-уль-Хак Куреші 2–6, 6–3, [10–5] | Кароль Бек Харел Леві           | Гаель Монфіс Давид Феррер       | Лу Єнь-Сюнь Ражів Рам Дастін Браун Сомдев Девварман                     |
| 1 лютого  | PBZ Zagreb Indoors Загреб, Хорватія ATP World Tour 250 Тверде (i) – €398,250 – 32S/16D Одиночний розряд – Парний розряд                                          | Марин Чилич 6–4, 6–7(5–7), 6–3                      | Міхаель Беррер                  | Юрген Мельцер Філіпп Пецшнер    | Іво Карлович Ілля Марченко Віктор Троїцький Лукаш Лацко                 |
| 1 лютого  | PBZ Zagreb Indoors Загреб, Хорватія ATP World Tour 250 Тверде (i) – €398,250 – 32S/16D Одиночний розряд – Парний розряд                                          | Юрген Мельцер Філіпп Пецшнер 3–6, 6–3, [10–8]       | Арно Клеман Олів'є Рохус        | Юрген Мельцер Філіпп Пецшнер    | Іво Карлович Ілля Марченко Віктор Троїцький Лукаш Лацко                 |
| 1 лютого  | Movistar Open Сантьяго, Чилі ATP World Tour 250 Ґрунт (red) – $398,250 – 32S/16D Одиночний розряд – Парний розряд                                                | Томас Беллуччі 6–2, 0–6, 6–4                        | Хуан Монако                     | Фернандо Гонсалес Жоао Соуза    | Марсель Гранольєрс Едуардо Шванк Альберто Мартін Петер Лучак            |
| 1 лютого  | Movistar Open Сантьяго, Чилі ATP World Tour 250 Ґрунт (red) – $398,250 – 32S/16D Одиночний розряд – Парний розряд                                                | Лукаш Кубот Олівер Марах 6–4, 6–0                   | Потіто Стараче Орасіо Себальйос | Фернандо Гонсалес Жоао Соуза    | Марсель Гранольєрс Едуардо Шванк Альберто Мартін Петер Лучак            |
| 8 лютого  | SAP Open Сан-Хосе, США ATP World Tour 250 Тверде (i) – $531,000 – 32S/16D Одиночний розряд – Парний розряд                                                       | Фернандо Вердаско 3–6, 6–4, 6–4                     | Енді Роддік                     | Сем Кверрі Денис Істомін        | Томаш Бердих Майкл Расселл Філіпп Кольшрайбер Річардас Беранкіс         |
| 8 лютого  | SAP Open Сан-Хосе, США ATP World Tour 250 Тверде (i) – $531,000 – 32S/16D Одиночний розряд – Парний розряд                                                       | Марді Фіш Сем Кверрі 7–6(7–3), 7–5                  | Бенжамін Бекер Леонардо Маєр    | Сем Кверрі Денис Істомін        | Томаш Бердих Майкл Расселл Філіпп Кольшрайбер Річардас Беранкіс         |
| 8 лютого  | ABN AMRO World Tennis Tournament Роттердам, Нідерланди ATP World Tour 500 Тверде (i) – €1,150,000 – 32S/16D Одиночний розряд – Парний розряд                     | Робін Содерлінг 6–4, 2–0 (ret)[a]                   | Михайло Южний                   | Новак Джокович Микола Давиденко | Флоріан Маєр (тенісист) Гаель Монфіс Жульєн Беннето Юрген Мельцер       |
| 8 лютого  | ABN AMRO World Tennis Tournament Роттердам, Нідерланди ATP World Tour 500 Тверде (i) – €1,150,000 – 32S/16D Одиночний розряд – Парний розряд                     | Деніел Нестор Ненад Зімоньїч 6–4, 4–6, [10–7]       | Сімон Аспелін Пол Генлі         | Новак Джокович Микола Давиденко | Флоріан Маєр (тенісист) Гаель Монфіс Жульєн Беннето Юрген Мельцер       |
| 8 лютого  | Brasil Open Costa do Sauípe, Бразилія ATP World Tour 250 Ґрунт (red) – $442,500 – 32S/16D Одиночний розряд – Парний розряд                                       | Хуан Карлос Ферреро 6–1, 6–0                        | Лукаш Кубот                     | Рікардо Мелло Ігор Андрєєв      | Карлос Берлок Томас Беллуччі Пабло Куевас Фабіо Фоніні                  |
| 8 лютого  | Brasil Open Costa do Sauípe, Бразилія ATP World Tour 250 Ґрунт (red) – $442,500 – 32S/16D Одиночний розряд – Парний розряд                                       | Пабло Куевас Марсель Гранольєрс 7–5, 6–4            | Лукаш Кубот Олівер Марах        | Рікардо Мелло Ігор Андрєєв      | Карлос Берлок Томас Беллуччі Пабло Куевас Фабіо Фоніні                  |
| 15 лютого | Open 13 Марсель, Франція ATP World Tour 250 Тверде (i) – €512,750 – 28S/16D Одиночний розряд – Парний розряд                                                     | Мікаель Льодра 6–3, 6–4                             | Жульєн Беннето                  | Міша Зверєв Жо-Вілфрід Тсонга   | Робін Содерлінг Ґійом Рюфен Гаель Монфіс Ілля Марченко                  |
| 15 лютого | Open 13 Марсель, Франція ATP World Tour 250 Тверде (i) – €512,750 – 28S/16D Одиночний розряд – Парний розряд                                                     | Жульєн Беннето Мікаель Льодра 6–4, 6–3              | Юліан Ноул Роберт Ліндстедт     | Міша Зверєв Жо-Вілфрід Тсонга   | Робін Содерлінг Ґійом Рюфен Гаель Монфіс Ілля Марченко                  |
| 15 лютого | Regions Morgan Keegan Championships and the Cellular South Cup Мемфіс, США ATP World Tour 500 Тверде (i) – $1,100,000 – 32S/16D Одиночний розряд – Парний розряд | Сем Кверрі 6–7(3–7), 7–6(7–5), 6–3                  | Джон Ізнер                      | Ернестс Гулбіс Філіпп Пецшнер   | Енді Роддік Томаш Бердих Іво Карлович Лукаш Лацко                       |
| 15 лютого | Regions Morgan Keegan Championships and the Cellular South Cup Мемфіс, США ATP World Tour 500 Тверде (i) – $1,100,000 – 32S/16D Одиночний розряд – Парний розряд | Джон Ізнер Сем Кверрі 6–4, 6–4                      | Росс Гатчінс Джордан Керр       | Ернестс Гулбіс Філіпп Пецшнер   | Енді Роддік Томаш Бердих Іво Карлович Лукаш Лацко                       |
| 15 лютого | Copa Telmex Буенос-Айрес, Аргентина ATP World Tour 250 Ґрунт (red) – $475,300 – 32S/16D Одиночний розряд – Парний розряд                                         | Хуан Карлос Ферреро 5–7, 6–4, 6–3                   | Давид Феррер                    | Альберт Монтаньєс Хуан Монако   | Ігор Андрєєв Давід Налбандян Орасіо Себальйос Сантьяго Вентура Бертомеу |
| 15 лютого | Copa Telmex Буенос-Айрес, Аргентина ATP World Tour 250 Ґрунт (red) – $475,300 – 32S/16D Одиночний розряд – Парний розряд                                         | Себастьян Прієто Орасіо Себальйос 7–6(7–4), 6–3     | Зімон Гройль Петер Лучак        | Альберт Монтаньєс Хуан Монако   | Ігор Андрєєв Давід Налбандян Орасіо Себальйос Сантьяго Вентура Бертомеу |
| 22 лютого | Dubai Tennis Championships Дубай, Об'єднані Арабські Емірати ATP World Tour 500 Тверде – $1,619,500 – 32S/16D Одиночний розряд – Парний розряд                   | Новак Джокович 7–5, 5–7, 6–3                        | Михайло Южний                   | Юрген Мельцер Маркос Багдатіс   | Марин Чилич Янко Типсаревич Міхаель Беррер Іван Любичич                 |
| 22 лютого | Dubai Tennis Championships Дубай, Об'єднані Арабські Емірати ATP World Tour 500 Тверде – $1,619,500 – 32S/16D Одиночний розряд – Парний розряд                   | Сімон Аспелін Пол Генлі 6–2, 6–3                    | Лукаш Длоуги Леандер Паес       | Юрген Мельцер Маркос Багдатіс   | Марин Чилич Янко Типсаревич Міхаель Беррер Іван Любичич                 |
| 22 лютого | Abierto Mexicano Telcel Акапулько, Мексика ATP World Tour 500 Ґрунт (red) – $955,000 – 32S/16D Одиночний розряд – Парний розряд                                  | Давид Феррер 6–3, 3–6, 6–1                          | Хуан Карлос Ферреро             | Хуан Монако Фернандо Гонсалес   | Фернандо Вердаско Ніколас Альмагро Пабло Куевас Едуардо Шванк           |
| 22 лютого | Abierto Mexicano Telcel Акапулько, Мексика ATP World Tour 500 Ґрунт (red) – $955,000 – 32S/16D Одиночний розряд – Парний розряд                                  | Лукаш Кубот Олівер Марах 6–0, 6–0                   | Фабіо Фоніні Потіто Стараче     | Хуан Монако Фернандо Гонсалес   | Фернандо Вердаско Ніколас Альмагро Пабло Куевас Едуардо Шванк           |
| 22 лютого | Delray Beach International Tennis Championships Дельрей-Біч, США ATP World Tour 250 Тверде – $442,500 – 32S/16D Одиночний розряд – Парний розряд                 | Ернестс Гулбіс 6–2, 6–3                             | Іво Карлович                    | Яркко Ніємінен Марді Фіш        | Леонардо Маєр Бенжамін Бекер Жеремі Шарді Джеймс Блейк                  |
| 22 лютого | Delray Beach International Tennis Championships Дельрей-Біч, США ATP World Tour 250 Тверде – $442,500 – 32S/16D Одиночний розряд – Парний розряд                 | Боб Браян Майк Браян 6–3, 7–6(7–3)                  | Філіпп Маркс Ігор Зеленай       | Яркко Ніємінен Марді Фіш        | Леонардо Маєр Бенжамін Бекер Жеремі Шарді Джеймс Блейк                  |

### Березень
| Тиждень               | Турнір | Переможець | Фіналіст | Півфіналісти                   | Чвертьфіналісти                                                    |
| --------------------- | --- | --- | --- | ------------------------------ | ------------------------------------------------------------------ |
| 1 березня             | Davis Cup by BNP Paribas First Round Логроньо, Іспанія – clay (red) Тулон, Франція – hard (i) Moscow, Росія – hard (i) Стокгольм, Швеція – hard (i) Вараждин, Хорватія – hard (i) Белград, Сербія – clay (red) (i) Кокімбо, Чилі – clay (red) Bree, Belgium – clay (red) (i) | Перемогли у першому раунді Іспанія 4–1 · Франція 4–1 · Росія 3–2 · Аргентина 3–2 · Хорватія 5–0 · Сербія 3–2 · Чилі 4–1 · Чехія 4–1 | Програли у першому раунді Швейцарія · Німеччина · Індія · Швеція · Еквадор · Сполучені Штати Америки · Ізраїль · Бельгія |                                |                                                                    |
| 8 березня 15 березня  | BNP Paribas Open Індіан-Веллс, США ATP World Tour Masters 1000 Тверде – $3,645,000 – 96S/32D Одиночний розряд – Парний розряд | Іван Любичич 7–6(7–3), 7–6(7–5) | Енді Роддік | Робін Содерлінг Рафаель Надаль | Томмі Робредо Енді Маррей Томаш Бердих Хуан Монако                 |
| 8 березня 15 березня  | BNP Paribas Open Індіан-Веллс, США ATP World Tour Masters 1000 Тверде – $3,645,000 – 96S/32D Одиночний розряд – Парний розряд | Марк Лопес Таррес Рафаель Надаль 7–6(10–8), 6–3                                                                                     | Деніел Нестор Ненад Зімоньїч                                                                                             | Робін Содерлінг Рафаель Надаль | Томмі Робредо Енді Маррей Томаш Бердих Хуан Монако                 |
| 22 березня 29 березня | Sony Ericsson Open Кі-Біскейн, США ATP World Tour Masters 1000 Тверде – $3,645,000 – 96S/32D Одиночний розряд – Парний розряд | Енді Роддік 7–5, 6–4 | Томаш Бердих | Робін Содерлінг Рафаель Надаль | Фернандо Вердаско Михайло Южний Жо-Вілфрід Тсонга Ніколас Альмагро |
| 22 березня 29 березня | Sony Ericsson Open Кі-Біскейн, США ATP World Tour Masters 1000 Тверде – $3,645,000 – 96S/32D Одиночний розряд – Парний розряд | Лукаш Длоуги Леандер Паес 6–2, 7–5                                                                                                  | Магеш Бгупаті Максим Мирний                                                                                              | Робін Содерлінг Рафаель Надаль | Фернандо Вердаско Михайло Южний Жо-Вілфрід Тсонга Ніколас Альмагро |

### Квітень
| Тиждень   | Турнір | Переможець                                     | Фіналіст                             | Півфіналісти                     | Чвертьфіналісти                                                          |
| --------- | --- | ---------------------------------------------- | ------------------------------------ | -------------------------------- | ------------------------------------------------------------------------ |
| 5 квітня  | Grand Prix Hassan II Касабланка, Марокко ATP World Tour 250 Ґрунт (red) – €398,250 – 28S/16D Одиночний розряд – Парний розряд                         | Стен Вавринка 6–2, 6–3                         | Віктор Генеску                       | Потіто Стараче Флоран Серра      | Реда Ель Амрані Лукаш Кубот Рішар Гаске Гільєрмо Гарсія-Лопес            |
| 5 квітня  | Grand Prix Hassan II Касабланка, Марокко ATP World Tour 250 Ґрунт (red) – €398,250 – 28S/16D Одиночний розряд – Парний розряд                         | Роберт Ліндстедт Горія Текеу 6–2, 3–6, [10–7]  | Роган Бопанна Айсам-уль-Хак Куреші   | Потіто Стараче Флоран Серра      | Реда Ель Амрані Лукаш Кубот Рішар Гаске Гільєрмо Гарсія-Лопес            |
| 5 квітня  | US Men's Clay Court Championships Х'юстон, США ATP World Tour 250 Ґрунт – $442,500 (maroon) – 28S/16D Одиночний розряд – Парний розряд                | Хуан Ігнасіо Чела 5–7, 6–4, 6–3                | Сем Кверрі                           | Орасіо Себальйос Вейн Одеснік    | Фернандо Гонсалес Ллейтон Г'юїтт Ніколас Массу Ксав'є Малісс             |
| 5 квітня  | US Men's Clay Court Championships Х'юстон, США ATP World Tour 250 Ґрунт – $442,500 (maroon) – 28S/16D Одиночний розряд – Парний розряд                | Боб Браян Майк Браян 6–3, 7–5                  | Стівен Гасс Веслі Муді               | Орасіо Себальйос Вейн Одеснік    | Фернандо Гонсалес Ллейтон Г'юїтт Ніколас Массу Ксав'є Малісс             |
| 12 квітня | Monte-Carlo Rolex Masters Рокбрюн-Кап-Мартен, Франція ATP World Tour Masters 1000 Ґрунт (red) – €2,227,500 – 56S/24D Одиночний розряд – Парний розряд | Рафаель Надаль 6–0, 6–1                        | Фернандо Вердаско                    | Новак Джокович Давид Феррер      | Давід Налбандян Альберт Монтаньєс Філіпп Кольшрайбер Хуан Карлос Ферреро |
| 12 квітня | Monte-Carlo Rolex Masters Рокбрюн-Кап-Мартен, Франція ATP World Tour Masters 1000 Ґрунт (red) – €2,227,500 – 56S/24D Одиночний розряд – Парний розряд | Деніел Нестор Ненад Зімоньїч 6–3, 2–0 (ret)[b] | Магеш Бгупаті Максим Мирний          | Новак Джокович Давид Феррер      | Давід Налбандян Альберт Монтаньєс Філіпп Кольшрайбер Хуан Карлос Ферреро |
| 19 квітня | Barcelona Open Banco Sabadell Барселона, Іспанія ATP World Tour 500 Ґрунт (red) – €1,550,000 – 56S/24D Одиночний розряд – Парний розряд               | Фернандо Вердаско 6–3, 4–6, 6–3                | Робін Содерлінг                      | Давид Феррер Тіємо де Баккер     | Томас Беллуччі Ернестс Гулбіс Жо-Вілфрід Тсонга Едуардо Шванк            |
| 19 квітня | Barcelona Open Banco Sabadell Барселона, Іспанія ATP World Tour 500 Ґрунт (red) – €1,550,000 – 56S/24D Одиночний розряд – Парний розряд               | Деніел Нестор Ненад Зімоньїч 4–6, 6–3, [10–6]  | Ллейтон Г'юїтт Марк Ноулз (тенісист) | Давид Феррер Тіємо де Баккер     | Томас Беллуччі Ернестс Гулбіс Жо-Вілфрід Тсонга Едуардо Шванк            |
| 26 квітня | Italian Open 2010 Rome, Італія ATP World Tour Masters 1000 Ґрунт (red) – €2,227,500 – 56S/24D Одиночний розряд – Парний розряд                        | Рафаель Надаль 7–5, 6–2                        | Давид Феррер                         | Ернестс Гулбіс Фернандо Вердаско | Фелісіано Лопес Стен Вавринка Жо-Вілфрід Тсонга Новак Джокович           |
| 26 квітня | Italian Open 2010 Rome, Італія ATP World Tour Masters 1000 Ґрунт (red) – €2,227,500 – 56S/24D Одиночний розряд – Парний розряд                        | Боб Браян Майк Браян 6–2, 6–3                  | Джон Ізнер Сем Кверрі                | Ернестс Гулбіс Фернандо Вердаско | Фелісіано Лопес Стен Вавринка Жо-Вілфрід Тсонга Новак Джокович           |

### Травень
| Тиждень             | Турнір | Переможець                                               | Фіналіст                           | Півфіналісти                                                 | Чвертьфіналісти                                              |
| ------------------- | --- | -------------------------------------------------------- | ---------------------------------- | ------------------------------------------------------------ | ------------------------------------------------------------ |
| 3 травня            | BMW Open Мюнхен, Німеччина ATP World Tour 250 Ґрунт (red) – €398,250 – 32S/16D Одиночний розряд – Парний розряд                                 | Михайло Южний 6–3, 4–6, 6–4                              | Марин Чилич                        | Маркос Багдатіс Філіпп Пецшнер                               | Ніколас Альмагро Філіпп Кольшрайбер Томаш Бердих Ян Гаєк     |
| 3 травня            | BMW Open Мюнхен, Німеччина ATP World Tour 250 Ґрунт (red) – €398,250 – 32S/16D Одиночний розряд – Парний розряд                                 | Олівер Марах Сантьяго Вентура Бертомеу 5–7, 6–3, [16–14] | Ерік Буторак Міхаель Кольманн      | Маркос Багдатіс Філіпп Пецшнер                               | Ніколас Альмагро Філіпп Кольшрайбер Томаш Бердих Ян Гаєк     |
| 3 травня            | Serbia Open powered by Telekom Srbija Белград, Сербія ATP World Tour 250 Ґрунт (red) – €373,200 – 28S/16D Одиночний розряд – Парний розряд      | Сем Кверрі 3–6, 7–6(7–4), 6–4                            | Джон Ізнер                         | Філіп Країнович Стен Вавринка                                | Новак Джокович Ігор Андрєєв Віктор Троїцький Рішар Гаске     |
| 3 травня            | Serbia Open powered by Telekom Srbija Белград, Сербія ATP World Tour 250 Ґрунт (red) – €373,200 – 28S/16D Одиночний розряд – Парний розряд      | Сантьяго Гонсалес Тревіс Реттенмаєр 7–6(8–6), 6–1        | Томаш Беднарек Mateusz Kowalczyk   | Філіп Країнович Стен Вавринка                                | Новак Джокович Ігор Андрєєв Віктор Троїцький Рішар Гаске     |
| 3 травня            | Estoril Open Оейраш, Португалія ATP World Tour 250 Ґрунт (red) – €398,250 – 28S/16D Одиночний розряд – Парний розряд                            | Альберт Монтаньєс 6–2, 6–7(4–7), 7–5                     | Фред Жіл                           | Роджер Федерер Гільєрмо Гарсія-Лопес                         | Арно Клеман Пабло Куевас Альберто Мартін Руї Мачадо          |
| 3 травня            | Estoril Open Оейраш, Португалія ATP World Tour 250 Ґрунт (red) – €398,250 – 28S/16D Одиночний розряд – Парний розряд                            | Марк Лопес Таррес Давід Марреро 7–6(7–1), 4–6, [10–4]    | Пабло Куевас Марсель Гранольєрс    | Роджер Федерер Гільєрмо Гарсія-Лопес                         | Арно Клеман Пабло Куевас Альберто Мартін Руї Мачадо          |
| 10 травня           | Mutua Madrileña Madrid Open Мадрид, Іспанія ATP World Tour Masters 1000 Ґрунт (red) – €2,835,000 – 56S/28Q/24D Одиночний розряд – Парний розряд | Рафаель Надаль 6–4, 7–6(7–5)                             | Роджер Федерер                     | Давид Феррер Ніколас Альмагро                                | Ернестс Гулбіс Енді Маррей Юрген Мельцер Гаель Монфіс        |
| 10 травня           | Mutua Madrileña Madrid Open Мадрид, Іспанія ATP World Tour Masters 1000 Ґрунт (red) – €2,835,000 – 56S/28Q/24D Одиночний розряд – Парний розряд | Боб Браян Майк Браян 6–3, 6–4                            | Деніел Нестор Ненад Зімоньїч       | Давид Феррер Ніколас Альмагро                                | Ернестс Гулбіс Енді Маррей Юрген Мельцер Гаель Монфіс        |
| 17 травня           | ARAG ATP World Team Championship Дюссельдорф, Німеччина ATP World Team Турнір Ґрунт (red) – €1,351,000 – 8 teams (RR)                           | Аргентина 2–1                                            | США                                | Раунд Robin losers (Blue Group) Франція · Німеччина · Сербія | Раунд Robin losers (Red Group) Чехія · Іспанія · Австралія   |
| 17 травня           | Open de Nice Côte d'Azur Ніцца, Франція ATP World Tour 250 Ґрунт (red) – €398,250 – 28S/16D Одиночний розряд – Парний розряд                    | Рішар Гаске 6–3, 5–7, 7–6(7–5)                           | Фернандо Вердаско                  | Потіто Стараче Леонардо Маєр                                 | Олів'є Рохус Гаель Монфіс Маркос Багдатіс Сергій Стаховський |
| 17 травня           | Open de Nice Côte d'Azur Ніцца, Франція ATP World Tour 250 Ґрунт (red) – €398,250 – 28S/16D Одиночний розряд – Парний розряд                    | Марсело Мело Бруно Соарес 1–6, 6–3, [10–5]               | Роган Бопанна Айсам-уль-Хак Куреші | Потіто Стараче Леонардо Маєр                                 | Олів'є Рохус Гаель Монфіс Маркос Багдатіс Сергій Стаховський |
| 24 травня 31 травня | Відкритий чемпіонат Франції з тенісу Paris, Франція Grand Slam Ґрунт (red) – €7,580,800 128S/64D/32X Одиночний розряд – Парний розряд – Мікст   | Рафаель Надаль 6–4, 6–2, 6–4                             | Робін Содерлінг                    | Томаш Бердих Юрген Мельцер                                   | Роджер Федерер Михайло Южний Новак Джокович Ніколас Альмагро |
| 24 травня 31 травня | Відкритий чемпіонат Франції з тенісу Paris, Франція Grand Slam Ґрунт (red) – €7,580,800 128S/64D/32X Одиночний розряд – Парний розряд – Мікст   | Деніел Нестор Ненад Зімоньїч 7–5, 6–2                    | Лукаш Длоуги Леандер Паес          | Томаш Бердих Юрген Мельцер                                   | Роджер Федерер Михайло Южний Новак Джокович Ніколас Альмагро |
| 24 травня 31 травня | Відкритий чемпіонат Франції з тенісу Paris, Франція Grand Slam Ґрунт (red) – €7,580,800 128S/64D/32X Одиночний розряд – Парний розряд – Мікст   | Ненад Зімоньїч Катарина Среботнік 4–6, 6–3, [10–8]       | Юліан Ноул Ярослава Шведова        | Томаш Бердих Юрген Мельцер                                   | Роджер Федерер Михайло Южний Новак Джокович Ніколас Альмагро |

### Червень
| Тиждень             | Турнір | Переможець                                             | Фіналіст                     | Півфіналісти                       | Чвертьфіналісти                                              |
| ------------------- | --- | ------------------------------------------------------ | ---------------------------- | ---------------------------------- | ------------------------------------------------------------ |
| 7 червня            | Gerry Weber Open Галле, Німеччина ATP World Tour 250 Трава – €663,750 – 32S/16D Одиночний розряд – Парний розряд                  | Ллейтон Г'юїтт 3–6, 7–6(7–4), 6–4                      | Роджер Федерер               | Філіпп Пецшнер Бенжамін Бекер      | Філіпп Кольшрайбер Лукаш Лацко Андреас Бек Міша Зверєв       |
| 7 червня            | Gerry Weber Open Галле, Німеччина ATP World Tour 250 Трава – €663,750 – 32S/16D Одиночний розряд – Парний розряд                  | Сергій Стаховський Михайло Южний 4–6, 7–5, [10–7]      | Мартін Дамм Філіп Полашек    | Філіпп Пецшнер Бенжамін Бекер      | Філіпп Кольшрайбер Лукаш Лацко Андреас Бек Міша Зверєв       |
| 7 червня            | Aegon Championships London, Велика Британія ATP World Tour 250 Трава – €627,700 – 56S/24D Одиночний розряд – Парний розряд        | Сем Кверрі 7–6(7–3), 7–5                               | Марді Фіш                    | Фелісіано Лопес Райнер Шуттлер     | Рафаель Надаль Мікаель Льодра Дуді Села Ксав'є Малісс        |
| 7 червня            | Aegon Championships London, Велика Британія ATP World Tour 250 Трава – €627,700 – 56S/24D Одиночний розряд – Парний розряд        | Новак Джокович Джонатан Ерліх 6–7(6–8), 6–2, [10–3]    | Кароль Бек Давід Шкох        | Фелісіано Лопес Райнер Шуттлер     | Рафаель Надаль Мікаель Льодра Дуді Села Ксав'є Малісс        |
| 14 червня           | UNICEF Open Гертогенбос, Нідерланди ATP World Tour 250 Трава – €398,250 – 32S/16D Одиночний розряд – Парний розряд                | Сергій Стаховський 6–3, 6–0                            | Янко Типсаревич              | Ксав'є Малісс Бенжамін Бекер       | Алехандро Фалья Сантьяго Хіральдо Зімон Гройль Петер Лучак   |
| 14 червня           | UNICEF Open Гертогенбос, Нідерланди ATP World Tour 250 Трава – €398,250 – 32S/16D Одиночний розряд – Парний розряд                | Роберт Ліндстедт Горія Текеу 1–6, 7–5, [10–7]          | Лукаш Длоуги Леандер Паес    | Ксав'є Малісс Бенжамін Бекер       | Алехандро Фалья Сантьяго Хіральдо Зімон Гройль Петер Лучак   |
| 14 червня           | Aegon International Істборн, Велика Британія ATP World Tour 250 Трава – €405,000 – 32S/16D Одиночний розряд – Парний розряд       | Мікаель Льодра 7–5, 6–2                                | Гільєрмо Гарсія-Лопес        | Денис Істомін Олександр Долгополов | Ілля Марченко Жульєн Беннето Жиль Сімон Джеймс Ворд          |
| 14 червня           | Aegon International Істборн, Велика Британія ATP World Tour 250 Трава – €405,000 – 32S/16D Одиночний розряд – Парний розряд       | Маріуш Фирстенберг Марцин Матковський 6–3, 5–7, [10–8] | Колін Флемінг Кен Скупскі    | Денис Істомін Олександр Долгополов | Ілля Марченко Жульєн Беннето Жиль Сімон Джеймс Ворд          |
| 21 червня 28 червня | Вімблдонський турнір London, Велика Британія Grand Slam Трава – £13,725,000 128S/64D/48X Одиночний розряд – Парний розряд – Мікст | Рафаель Надаль 6–3, 7–5, 6–4                           | Томаш Бердих                 | Новак Джокович Енді Маррей         | Роджер Федерер Лу Єнь-Сюнь Жо-Вілфрід Тсонга Робін Содерлінг |
| 21 червня 28 червня | Вімблдонський турнір London, Велика Британія Grand Slam Трава – £13,725,000 128S/64D/48X Одиночний розряд – Парний розряд – Мікст | Юрген Мельцер Філіпп Пецшнер 6–1, 7–5, 7–5             | Роберт Ліндстедт Горія Текеу | Новак Джокович Енді Маррей         | Роджер Федерер Лу Єнь-Сюнь Жо-Вілфрід Тсонга Робін Содерлінг |
| 21 червня 28 червня | Вімблдонський турнір London, Велика Британія Grand Slam Трава – £13,725,000 128S/64D/48X Одиночний розряд – Парний розряд – Мікст | Леандер Паес Кара Блек 6–4, 7–6(7–5)                   | Веслі Муді Ліза Реймонд      | Новак Джокович Енді Маррей         | Роджер Федерер Лу Єнь-Сюнь Жо-Вілфрід Тсонга Робін Содерлінг |

### Липень
| Тиждень  | Турнір | Переможець                                                                 | Фіналіст                                               | Півфіналісти                              | Чвертьфіналісти                                                     |
| -------- | --- | -------------------------------------------------------------------------- | ------------------------------------------------------ | ----------------------------------------- | ------------------------------------------------------------------- |
| 5 липня  | Campbell's Hall of Fame Tennis Championships Ньюпорт, США ATP World Tour 250 Трава – $442,500 – 32S/16D Одиночний розряд – Парний розряд                 | Марді Фіш 5–7, 6–3, 6–4                                                    | Олів'є Рохус                                           | Бріан Дабуль Річард Блумфілд              | Дастін Браун Равен Класен Френк Данцевич Раян Гаррісон              |
| 5 липня  | Campbell's Hall of Fame Tennis Championships Ньюпорт, США ATP World Tour 250 Трава – $442,500 – 32S/16D Одиночний розряд – Парний розряд                 | Карстен Болл Кріс Гуччоне 6–3, 6–4                                         | Сантьяго Гонсалес Тревіс Реттенмаєр                    | Бріан Дабуль Річард Блумфілд              | Дастін Браун Равен Класен Френк Данцевич Раян Гаррісон              |
| 5 липня  | Davis Cup by BNP Paribas Quarterfinals Клермон-Ферран, Франція – hard (i) Moscow, Росія – hard (i) Спліт, Хорватія – hard (i) Кокімбо, Чилі – clay (red) | Quarterfinals winners Франція 5–0 · Аргентина 3–2 · Сербія 4–1 · Чехія 4–1 | Quarterfinals losers Іспанія · Росія · Хорватія · Чилі |                                           |                                                                     |
| 12 липня | MercedesCup Штутгарт, Німеччина ATP World Tour 250 Ґрунт (red) – €398,250 – 28S/16D Одиночний розряд – Парний розряд                                     | Альберт Монтаньєс 6–2, 1–2 (ret)[c]                                        | Гаель Монфіс                                           | Даніель Хімено-Травер Хуан Карлос Ферреро | Марко К'юдінеллі Флоріан Маєр (тенісист) Зімон Гройль Юрген Мельцер |
| 12 липня | MercedesCup Штутгарт, Німеччина ATP World Tour 250 Ґрунт (red) – €398,250 – 28S/16D Одиночний розряд – Парний розряд                                     | Карлос Берлок Едуардо Шванк 7–6(7–5), 7–6(8–6)                             | Крістофер Кас Філіпп Пецшнер                           | Даніель Хімено-Травер Хуан Карлос Ферреро | Марко К'юдінеллі Флоріан Маєр (тенісист) Зімон Гройль Юрген Мельцер |
| 12 липня | Swedish Open Бостад, Швеція ATP World Tour 250 Ґрунт (red) – €398,250 – 28S/16D Одиночний розряд – Парний розряд                                         | Ніколас Альмагро 7–5, 3–6, 6–2                                             | Робін Содерлінг                                        | Давид Феррер Томмі Робредо                | Андреас Сеппі Пабло Куевас Франко Шкугор Фернандо Вердаско          |
| 12 липня | Swedish Open Бостад, Швеція ATP World Tour 250 Ґрунт (red) – €398,250 – 28S/16D Одиночний розряд – Парний розряд                                         | Роберт Ліндстедт Горія Текеу 6–4, 7–5                                      | Андреас Сеппі Сімоне Ваньйоцці                         | Давид Феррер Томмі Робредо                | Андреас Сеппі Пабло Куевас Франко Шкугор Фернандо Вердаско          |
| 19 липня | International German Open Гамбург, Німеччина ATP World Tour 500 Ґрунт (red) – €1,000,000 – 48S/16D Одиночний розряд – Парний розряд                      | Андрій Голубєв 6–3, 7–5                                                    | Юрген Мельцер                                          | Флоріан Маєр (тенісист) Андреас Сеппі     | Денис Істомін Хуан Карлос Ферреро Потіто Стараче Томас Беллуччі     |
| 19 липня | International German Open Гамбург, Німеччина ATP World Tour 500 Ґрунт (red) – €1,000,000 – 48S/16D Одиночний розряд – Парний розряд                      | Марк Лопес Таррес Давід Марреро 6–3, 2–6, [10–8]                           | Жеремі Шарді Поль-Анрі Матьє                           | Флоріан Маєр (тенісист) Андреас Сеппі     | Денис Істомін Хуан Карлос Ферреро Потіто Стараче Томас Беллуччі     |
| 19 липня | Atlanta Tennis Championships Атланта, США ATP World Tour 250 Тверде – $531,000 – 32S/16D Одиночний розряд – Парний розряд                                | Марді Фіш 4–6, 6–4, 7–6(7–4)                                               | Джон Ізнер                                             | Енді Роддік Кевін Андерсон                | Ксав'є Малісс Тейлор Дент Лукаш Лацко Майкл Расселл                 |
| 19 липня | Atlanta Tennis Championships Атланта, США ATP World Tour 250 Тверде – $531,000 – 32S/16D Одиночний розряд – Парний розряд                                | Скотт Ліпскі Ражів Рам 6–3, 6–7(4–7), [12–10]                              | Роган Бопанна Крістоф Вліген                           | Енді Роддік Кевін Андерсон                | Ксав'є Малісс Тейлор Дент Лукаш Лацко Майкл Расселл                 |
| 26 липня | Allianz Suisse Open Gstaad Gstaad, Швейцарія ATP World Tour 250 Ґрунт (red) – €398,250 – 32S/16D Одиночний розряд – Парний розряд                        | Ніколас Альмагро 7–5, 6–1                                                  | Рішар Гаске                                            | Юрій Щукін Даніель Хімено-Травер          | Михайло Южний Альберт Монтаньєс Ігор Андрєєв Жеремі Шарді           |
| 26 липня | Allianz Suisse Open Gstaad Gstaad, Швейцарія ATP World Tour 250 Ґрунт (red) – €398,250 – 32S/16D Одиночний розряд – Парний розряд                        | Юган Брунстрем Яркко Ніємінен 6–3, 6–7(4–7), [11–9]                        | Марсело Мело Бруно Соарес                              | Юрій Щукін Даніель Хімено-Травер          | Михайло Южний Альберт Монтаньєс Ігор Андрєєв Жеремі Шарді           |
| 26 липня | Farmers Classic Los Angeles, США ATP World Tour 250 Тверде – $619,500 – 28S/16D Одиночний розряд – Парний розряд                                         | Сем Кверрі 5–7, 7–6(7–2), 6–3                                              | Енді Маррей                                            | Фелісіано Лопес Янко Типсаревич           | Алехандро Фалья Джеймс Блейк Маркос Багдатіс Райнер Шуттлер         |
| 26 липня | Farmers Classic Los Angeles, США ATP World Tour 250 Тверде – $619,500 – 28S/16D Одиночний розряд – Парний розряд                                         | Боб Браян Майк Браян 6–7(6–8), 6–2, [10–7]                                 | Ерік Буторак Жан-Жульєн Роєр                           | Фелісіано Лопес Янко Типсаревич           | Алехандро Фалья Джеймс Блейк Маркос Багдатіс Райнер Шуттлер         |
| 26 липня | ATP Studena Croatia Open Umag Умаг, Хорватія ATP World Tour 250 Ґрунт (red) – €398,250 – 32S/16D Одиночний розряд – Парний розряд                        | Хуан Карлос Ферреро 6–4, 6–4                                               | Потіто Стараче                                         | Хуан Ігнасіо Чела Андреас Сеппі           | Микола Давиденко Іван Любичич Олександр Долгополов Юрген Мельцер    |
| 26 липня | ATP Studena Croatia Open Umag Умаг, Хорватія ATP World Tour 250 Ґрунт (red) – €398,250 – 32S/16D Одиночний розряд – Парний розряд                        | Леош Фридль Філіп Полашек 6–3, 7–6(9–7)                                    | Франтішек Чермак Міхал Мертиняк                        | Хуан Ігнасіо Чела Андреас Сеппі           | Микола Давиденко Іван Любичич Олександр Долгополов Юрген Мельцер    |

### Серпень
| Тиждень             | Турнір | Переможець                                            | Фіналіст                           | Півфіналісти                     | Чвертьфіналісти                                                  |
| ------------------- | --- | ----------------------------------------------------- | ---------------------------------- | -------------------------------- | ---------------------------------------------------------------- |
| 2 серпня            | Legg Mason Tennis Classic Вашингтон, США ATP World Tour 500 Тверде – $1,165,500 – 48S/16D Одиночний розряд – Парний розряд                                         | Давід Налбандян 6–2, 7–6(7–4)                         | Маркос Багдатіс                    | Ксав'є Малісс Марин Чилич        | Томаш Бердих Фернандо Вердаско Янко Типсаревич Жиль Сімон        |
| 2 серпня            | Legg Mason Tennis Classic Вашингтон, США ATP World Tour 500 Тверде – $1,165,500 – 48S/16D Одиночний розряд – Парний розряд                                         | Марді Фіш Марк Ноулз (тенісист) 4–6, 7–6(9–7), [10–7] | Томаш Бердих Радек Штепанек        | Ксав'є Малісс Марин Чилич        | Томаш Бердих Фернандо Вердаско Янко Типсаревич Жиль Сімон        |
| 9 серпня            | Rogers Cup Торонто, Канада ATP World Tour Masters 1000 Тверде – $2,430,000 – 56S/24D Одиночний розряд – Парний розряд                                              | Енді Маррей 7–5, 7–5                                  | Роджер Федерер                     | Рафаель Надаль Новак Джокович    | Філіпп Кольшрайбер Давід Налбандян Томаш Бердих Жеремі Шарді     |
| 9 серпня            | Rogers Cup Торонто, Канада ATP World Tour Masters 1000 Тверде – $2,430,000 – 56S/24D Одиночний розряд – Парний розряд                                              | Боб Браян Майк Браян 7–5, 6–3                         | Жульєн Беннето Мікаель Льодра      | Рафаель Надаль Новак Джокович    | Філіпп Кольшрайбер Давід Налбандян Томаш Бердих Жеремі Шарді     |
| 16 серпня           | Western & Southern Financial Group Masters and Women's Open Мейсон, США ATP World Tour Masters 1000 Тверде – $2,430,000 – 56S/24D Одиночний розряд – Парний розряд | Роджер Федерер 6–7(5–7), 7–6(7–1), 6–4                | Марді Фіш                          | Маркос Багдатіс Енді Роддік      | Рафаель Надаль Микола Давиденко Енді Маррей Новак Джокович       |
| 16 серпня           | Western & Southern Financial Group Masters and Women's Open Мейсон, США ATP World Tour Masters 1000 Тверде – $2,430,000 – 56S/24D Одиночний розряд – Парний розряд | Боб Браян Майк Браян 6–3, 6–4                         | Магеш Бгупаті Максим Мирний        | Маркос Багдатіс Енді Роддік      | Рафаель Надаль Микола Давиденко Енді Маррей Новак Джокович       |
| 23 серпня           | Pilot Pen Tennis Нью-Гейвен, США ATP World Tour 250 Тверде – $663,750 – 48S/16D Одиночний розряд – Парний розряд                                                   | Сергій Стаховський 3–6, 6–3, 6–4                      | Денис Істомін                      | Тіємо де Баккер Віктор Троїцький | Маркос Багдатіс Євген Корольов Радек Штепанек Теймураз Габашвілі |
| 23 серпня           | Pilot Pen Tennis Нью-Гейвен, США ATP World Tour 250 Тверде – $663,750 – 48S/16D Одиночний розряд – Парний розряд                                                   | Роберт Ліндстедт Горія Текеу 6–4, 7–5                 | Роган Бопанна Айсам-уль-Хак Куреші | Тіємо де Баккер Віктор Троїцький | Маркос Багдатіс Євген Корольов Радек Штепанек Теймураз Габашвілі |
| 30 серпня 6 вересня | Відкритий чемпіонат США з тенісу New York City, США Grand Slam Тверде – $10,508,000 128S/64D/32X Одиночний розряд – Парний розряд – Мікст                          | Рафаель Надаль 6–4, 5–7, 6–4, 6–2                     | Новак Джокович                     | Михайло Южний Роджер Федерер     | Фернандо Вердаско Стен Вавринка Гаель Монфіс Робін Содерлінг     |
| 30 серпня 6 вересня | Відкритий чемпіонат США з тенісу New York City, США Grand Slam Тверде – $10,508,000 128S/64D/32X Одиночний розряд – Парний розряд – Мікст                          | Боб Браян Майк Браян 7–6(7–5), 7–6(7–4)               | Роган Бопанна Айсам-уль-Хак Куреші | Михайло Южний Роджер Федерер     | Фернандо Вердаско Стен Вавринка Гаель Монфіс Робін Содерлінг     |
| 30 серпня 6 вересня | Відкритий чемпіонат США з тенісу New York City, США Grand Slam Тверде – $10,508,000 128S/64D/32X Одиночний розряд – Парний розряд – Мікст                          | Боб Браян Лізель Губер 6–4, 6–4                       | Айсам-уль-Хак Куреші Квета Пешке   | Михайло Южний Роджер Федерер     | Фернандо Вердаско Стен Вавринка Гаель Монфіс Робін Содерлінг     |

### Вересень
| Тиждень    | Турнір | Переможець                                         | Фіналіст                                     | Півфіналісти                         | Чвертьфіналісти                                              |
| ---------- | --- | -------------------------------------------------- | -------------------------------------------- | ------------------------------------ | ------------------------------------------------------------ |
| 13 вересня | Davis Cup by BNP Paribas Semifinals Ліон, Франція – hard (i) Белград, Сербія – hard (i)                                              | Перемогли у півфіналі Франція 5–0 · Сербія 3–2     | Програли у півфіналі Аргентина · Чехія       |                                      |                                                              |
| 20 вересня | Open de Moselle Мец, Франція ATP World Tour 250 Тверде (i) – €398,250 – 28S/16D Одиночний розряд – Парний розряд                     | Жиль Сімон 6–3, 6–2                                | Міша Зверєв                                  | Філіпп Кольшрайбер Рішар Гаске       | Марин Чилич Ксав'є Малісс Томмі Робредо Яркко Ніємінен       |
| 20 вересня | Open de Moselle Мец, Франція ATP World Tour 250 Тверде (i) – €398,250 – 28S/16D Одиночний розряд – Парний розряд                     | Дастін Браун Рогір Вассен 6–3, 6–3                 | Марсело Мело Бруно Соарес                    | Філіпп Кольшрайбер Рішар Гаске       | Марин Чилич Ксав'є Малісс Томмі Робредо Яркко Ніємінен       |
| 20 вересня | BCR Open Romania Бухарест, Румунія ATP World Tour 250 Ґрунт (red) – €368,450 – 28S/16D Одиночний розряд – Парний розряд              | Хуан Ігнасіо Чела 7–5, 6–1                         | Пабло Андухар                                | Альберт Монтаньєс Марсель Гранольєрс | Жеремі Шарді Б'єрн Фау Потіто Стараче Пабло Куевас           |
| 20 вересня | BCR Open Romania Бухарест, Румунія ATP World Tour 250 Ґрунт (red) – €368,450 – 28S/16D Одиночний розряд – Парний розряд              | Хуан Ігнасіо Чела Лукаш Кубот 6–2, 5–7, [13–11]    | Марсель Гранольєрс Сантьяго Вентура Бертомеу | Альберт Монтаньєс Марсель Гранольєрс | Жеремі Шарді Б'єрн Фау Потіто Стараче Пабло Куевас           |
| 27 вересня | PTT Thailand Open Бангкок, Таїланд ATP World Tour 250 Тверде (i) – $551,000 – 28S/16D Одиночний розряд – Парний розряд               | Гільєрмо Гарсія-Лопес 6–4, 3–6, 6–4                | Яркко Ніємінен                               | Рафаель Надаль Бенжамін Бекер        | Михайло Кукушкін Ернестс Гулбіс Юрген Мельцер Даніель Брандс |
| 27 вересня | PTT Thailand Open Бангкок, Таїланд ATP World Tour 250 Тверде (i) – $551,000 – 28S/16D Одиночний розряд – Парний розряд               | Крістофер Кас Віктор Троїцький 6–4, 6–4            | Джонатан Ерліх Юрген Мельцер                 | Рафаель Надаль Бенжамін Бекер        | Михайло Кукушкін Ернестс Гулбіс Юрген Мельцер Даніель Брандс |
| 27 вересня | Proton Malaysian Open Куала-Лумпур, Малайзія ATP World Tour 250 Тверде (i) – $850,000 – 28S/17S/16D Одиночний розряд – Парний розряд | Михайло Южний 6–7(7–9), 6–2, 7–6(7–3)              | Андрій Голубєв                               | Давид Феррер Ігор Андрєєв            | Робін Содерлінг Томаш Бердих Маркос Багдатіс Милош Раонич    |
| 27 вересня | Proton Malaysian Open Куала-Лумпур, Малайзія ATP World Tour 250 Тверде (i) – $850,000 – 28S/17S/16D Одиночний розряд – Парний розряд | Франтішек Чермак Міхал Мертиняк 7–6(7–3), 7–6(7–5) | Маріуш Фирстенберг Марцин Матковський        | Давид Феррер Ігор Андрєєв            | Робін Содерлінг Томаш Бердих Маркос Багдатіс Милош Раонич    |

### Жовтень
| Тиждень   | Турнір | Переможець                                         | Фіналіст                              | Півфіналісти                        | Чвертьфіналісти                                                       |
| --------- | --- | -------------------------------------------------- | ------------------------------------- | ----------------------------------- | --------------------------------------------------------------------- |
| 4 жовтня  | China Open Пекін, Китайська Народна Республіка ATP World Tour 500 Тверде – $2,100,000 – 32S/16D Одиночний розряд – Парний розряд                       | Новак Джокович 6–2, 6–4                            | Давид Феррер                          | Джон Ізнер Іван Любичич             | Жиль Сімон Микола Давиденко Робін Содерлінг Енді Маррей               |
| 4 жовтня  | China Open Пекін, Китайська Народна Республіка ATP World Tour 500 Тверде – $2,100,000 – 32S/16D Одиночний розряд – Парний розряд                       | Боб Браян Майк Браян 6–1, 7–6(7–5)                 | Маріуш Фирстенберг Марцин Матковський | Джон Ізнер Іван Любичич             | Жиль Сімон Микола Давиденко Робін Содерлінг Енді Маррей               |
| 4 жовтня  | Rakuten Japan Open Tennis Championships Tokyo, Японія ATP World Tour 500 Тверде – $1,100,000 – 32S/16D Одиночний розряд – Парний розряд                | Рафаель Надаль 6–1, 7–5                            | Гаель Монфіс                          | Віктор Троїцький Радек Штепанек     | Дмитро Турсунов Гільєрмо Гарсія-Лопес Яркко Ніємінен Енді Роддік      |
| 4 жовтня  | Rakuten Japan Open Tennis Championships Tokyo, Японія ATP World Tour 500 Тверде – $1,100,000 – 32S/16D Одиночний розряд – Парний розряд                | Ерік Буторак Жан-Жульєн Роєр 6–3, 6–2              | Андреас Сеппі Дмитро Турсунов         | Віктор Троїцький Радек Штепанек     | Дмитро Турсунов Гільєрмо Гарсія-Лопес Яркко Ніємінен Енді Роддік      |
| 11 жовтня | Shanghai Rolex Masters Шанхай, Китайська Народна Республіка ATP World Tour Masters 1000 Тверде – $3,240,000 – 56S/24D Одиночний розряд – Парний розряд | Енді Маррей 6–3, 6–2                               | Роджер Федерер                        | Хуан Монако Новак Джокович          | Юрген Мельцер Жо-Вілфрід Тсонга Робін Содерлінг Гільєрмо Гарсія-Лопес |
| 11 жовтня | Shanghai Rolex Masters Шанхай, Китайська Народна Республіка ATP World Tour Masters 1000 Тверде – $3,240,000 – 56S/24D Одиночний розряд – Парний розряд | Юрген Мельцер Леандер Паес 7–5, 4–6, [10–5]        | Маріуш Фирстенберг Марцин Матковський | Хуан Монако Новак Джокович          | Юрген Мельцер Жо-Вілфрід Тсонга Робін Содерлінг Гільєрмо Гарсія-Лопес |
| 18 жовтня | Кубок Кремля Moscow, Росія ATP World Tour 250 Тверде (i) – $1,000,000 – 28S/16D Одиночний розряд – Парний розряд                                       | Віктор Троїцький 3–6, 6–4, 6–3                     | Маркос Багдатіс                       | Пабло Куевас Денис Істомін          | Радек Штепанек Орасіо Себальйос Олександр Долгополов Ігор Куніцин     |
| 18 жовтня | Кубок Кремля Moscow, Росія ATP World Tour 250 Тверде (i) – $1,000,000 – 28S/16D Одиночний розряд – Парний розряд                                       | Ігор Куніцин Дмитро Турсунов 7–6(10–8), 6–3        | Янко Типсаревич Віктор Троїцький      | Пабло Куевас Денис Істомін          | Радек Штепанек Орасіо Себальйос Олександр Долгополов Ігор Куніцин     |
| 18 жовтня | If Stockholm Open Стокгольм, Швеція ATP World Tour 250 Тверде (i) – €531,000 – 28S/16D Одиночний розряд – Парний розряд                                | Роджер Федерер 6–4, 6–3                            | Флоріан Маєр (тенісист)               | Іван Любичич Яркко Ніємінен         | Стен Вавринка Іван Додіг Джеймс Блейк Робін Содерлінг                 |
| 18 жовтня | If Stockholm Open Стокгольм, Швеція ATP World Tour 250 Тверде (i) – €531,000 – 28S/16D Одиночний розряд – Парний розряд                                | Ерік Буторак Жан-Жульєн Роєр 6–3, 6–4              | Юган Брунстрем Яркко Ніємінен         | Іван Любичич Яркко Ніємінен         | Стен Вавринка Іван Додіг Джеймс Блейк Робін Содерлінг                 |
| 25 жовтня | St. Petersburg Open Санкт-Петербург, Росія ATP World Tour 250 Тверде (i) – $663,750 – 32S/16D Одиночний розряд – Парний розряд                         | Михайло Кукушкін 6–3, 7–6(7–2)                     | Михайло Южний                         | Дмитро Турсунов Ілля Марченко       | Віктор Генеску Олександр Долгополов Янко Типсаревич Бенжамін Бекер    |
| 25 жовтня | St. Petersburg Open Санкт-Петербург, Росія ATP World Tour 250 Тверде (i) – $663,750 – 32S/16D Одиночний розряд – Парний розряд                         | Даніеле Браччалі Потіто Стараче 7–6(8–6), 7–6(7–5) | Роган Бопанна Айсам-уль-Хак Куреші    | Дмитро Турсунов Ілля Марченко       | Віктор Генеску Олександр Долгополов Янко Типсаревич Бенжамін Бекер    |
| 25 жовтня | Bank Austria-TennisTrophy Відень, Австрія ATP World Tour 250 Тверде (i) – €575,250 – 28S/16D Одиночний розряд – Парний розряд                          | Юрген Мельцер 6–7(10–12), 7–6(7–4), 6–4            | Андреас Гайдер-Маурер                 | Ніколас Альмагро Міхаель Беррер     | Філіпп Кольшрайбер Хуан Ігнасіо Чела Маркос Багдатіс Марин Чилич      |
| 25 жовтня | Bank Austria-TennisTrophy Відень, Австрія ATP World Tour 250 Тверде (i) – €575,250 – 28S/16D Одиночний розряд – Парний розряд                          | Деніел Нестор Ненад Зімоньїч 7–5, 3–6, [10–5]      | Маріуш Фирстенберг Марцин Матковський | Ніколас Альмагро Міхаель Беррер     | Філіпп Кольшрайбер Хуан Ігнасіо Чела Маркос Багдатіс Марин Чилич      |
| 25 жовтня | Open Sud de France Монпельє, Франція ATP World Tour 250 Тверде (i) – €575,250 – 28S/16D Одиночний розряд – Парний розряд                               | Гаель Монфіс 6–2, 5–7, 6–1                         | Іван Любичич                          | Альберт Монтаньєс Жо-Вілфрід Тсонга | Микола Давиденко Яркко Ніємінен Джон Ізнер Жиль Сімон                 |
| 25 жовтня | Open Sud de France Монпельє, Франція ATP World Tour 250 Тверде (i) – €575,250 – 28S/16D Одиночний розряд – Парний розряд                               | Стівен Гасс Росс Гатчінс 6–2, 4–6, [10–7]          | Марк Лопес Таррес Едуардо Шванк       | Альберт Монтаньєс Жо-Вілфрід Тсонга | Микола Давиденко Яркко Ніємінен Джон Ізнер Жиль Сімон                 |

### Листопад
| Тиждень      | Турнір | Переможець                                       | Фіналіст                       | Півфіналісти                  | Чвертьфіналісти                                                          |
| ------------ | --- | ------------------------------------------------ | ------------------------------ | ----------------------------- | ------------------------------------------------------------------------ |
| 1 листопада  | Valencia Open 500 Валенсія, Іспанія ATP World Tour 500 Тверде (i) – €1,357,000 – 32S/16D Одиночний розряд – Парний розряд                          | Давид Феррер 7–5, 6–3                            | Марсель Гранольєрс             | Жиль Сімон Робін Содерлінг    | Хуан Монако Микола Давиденко Потіто Стараче Гаель Монфіс                 |
| 1 листопада  | Valencia Open 500 Валенсія, Іспанія ATP World Tour 500 Тверде (i) – €1,357,000 – 32S/16D Одиночний розряд – Парний розряд                          | Енді Маррей Джеймі Маррей 7–6(10–8), 5–7, [10–7] | Магеш Бгупаті Максим Мирний    | Жиль Сімон Робін Содерлінг    | Хуан Монако Микола Давиденко Потіто Стараче Гаель Монфіс                 |
| 1 листопада  | Davidoff Swiss Indoors Базель, Швейцарія ATP World Tour 500 Тверде (i) – €1,225,000 – 32S/16D Одиночний розряд – Парний розряд                     | Роджер Федерер 6–4, 3–6, 6–1                     | Новак Джокович                 | Енді Роддік Віктор Троїцький  | Радек Штепанек Давід Налбандян Рішар Гаске Робін Гаасе                   |
| 1 листопада  | Davidoff Swiss Indoors Базель, Швейцарія ATP World Tour 500 Тверде (i) – €1,225,000 – 32S/16D Одиночний розряд – Парний розряд                     | Боб Браян Майк Браян 6–3, 3–6, [10–3]            | Деніел Нестор Ненад Зімоньїч   | Енді Роддік Віктор Троїцький  | Радек Штепанек Давід Налбандян Рішар Гаске Робін Гаасе                   |
| 8 листопада  | BNP Paribas Masters Paris, Франція ATP World Tour Masters 1000 Тверде (i) – €2,227,500 – 48S/24D Одиночний розряд – Парний розряд                  | Робін Содерлінг 6–1, 7–6(7–1)                    | Гаель Монфіс                   | Роджер Федерер Мікаель Льодра | Юрген Мельцер Енді Маррей Енді Роддік Микола Давиденко                   |
| 8 листопада  | BNP Paribas Masters Paris, Франція ATP World Tour Masters 1000 Тверде (i) – €2,227,500 – 48S/24D Одиночний розряд – Парний розряд                  | Магеш Бгупаті Максим Мирний 7–5, 7–5             | Марк Ноулз (тенісист) Енді Рам | Роджер Федерер Мікаель Льодра | Юрген Мельцер Енді Маррей Енді Роддік Микола Давиденко                   |
| 22 листопада | Barclays ATP World Tour Finals London, Велика Британія ATP World Tour Фінали Тверде (i) – £2,227,500 – 8S/8D (RR) Одиночний розряд – Парний розряд | Роджер Федерер 6–3, 3–6, 6–1                     | Рафаель Надаль                 | Енді Маррей Новак Джокович    | Раунд Robin losers Томаш Бердих Енді Роддік Робін Содерлінг Давид Феррер |
| 22 листопада | Barclays ATP World Tour Finals London, Велика Британія ATP World Tour Фінали Тверде (i) – £2,227,500 – 8S/8D (RR) Одиночний розряд – Парний розряд | Деніел Нестор Ненад Зімоньїч 7–6(8–6), 6–4       | Магеш Бгупаті Максим Мирний    | Енді Маррей Новак Джокович    | Раунд Robin losers Томаш Бердих Енді Роддік Робін Содерлінг Давид Феррер |
| 29 листопада | Davis Cup by BNP Paribas Final Белград, Сербія – hard (i)                                                                                          | Сербія · 3–2                                     | Франція                        |                               |                                                                          |

## Статистика

### Легенда
| Турніри Великого шолома       |
| Фінал Світового Туру ATP      |
| Світовий Тур ATP Мастерс 1000 |
| Світовий Тур ATP 500          |
| Світовий Тур ATP 250          |
| Разом                         |

### Титули за тенісистами
| Всього | Гравець                           | Grand Slam | Grand Slam | Grand Slam | ATP Фінали | ATP Фінали | Masters 1000 | Masters 1000 | Tour 500 | Tour 500 | Tour 250 | Tour 250 | Всього | Всього | Всього |
| Всього | Гравець                           | S          | D          | X          | S          | D          | S            | D            | S        | D        | S        | D        | S      | D      | X      |
| ------ | --------------------------------- | ---------- | ---------- | ---------- | ---------- | ---------- | ------------ | ------------ | -------- | -------- | -------- | -------- | ------ | ------ | ------ |
| 12     | Боб Браян (USA)                   |            | ●          | ●          |            |            |              | ●            |          | ●        |          | ●        | 0      | 11     | 1      |
| 11     | Майк Браян (USA)                  |            | ●          |            |            |            |              | ●            |          | ●        |          | ●        | 0      | 11     | 0      |
| 8      | Рафаель Надаль (ESP)              | ●          |            |            |            |            | ●            | ●            | ●        |          |          |          | 7      | 1      | 0      |
| 8      | Ненад Зімоньїч (SRB)              |            | ●          | ●          |            | ●          |              | ●            |          | ●        |          | ●        | 0      | 7      | 1      |
| 7      | Деніел Нестор (CAN)               |            | ●          |            |            | ●          |              | ●            |          | ●        |          | ●        | 0      | 7      | 0      |
| 6      | Сем Кверрі (USA)                  |            |            |            |            |            |              |              | ●        | ●        | ●        | ●        | 4      | 2      | 0      |
| 5      | Роджер Федерер (SUI)              | ●          |            |            | ●          |            | ●            |              | ●        |          | ●        |          | 5      | 0      | 0      |
| 5      | Горія Текеу (ROU)                 |            |            |            |            |            |              |              |          |          |          | ●        | 0      | 5      | 0      |
| 4      | Леандер Паес (IND)                |            |            | ●          |            |            |              | ●            |          |          |          |          | 0      | 2      | 2      |
| 4      | Юрген Мельцер (AUT)               |            | ●          |            |            |            |              | ●            |          |          | ●        | ●        | 1      | 3      | 0      |
| 4      | Марді Фіш (USA)                   |            |            |            |            |            |              |              |          | ●        | ●        | ●        | 2      | 2      | 0      |
| 4      | Роберт Ліндстедт (SWE)            |            |            |            |            |            |              |              |          |          |          | ●        | 0      | 4      | 0      |
| 3      | Енді Маррей (GBR)                 |            |            |            |            |            | ●            |              |          | ●        |          |          | 2      | 1      | 0      |
| 3      | Марк Лопес Таррес (ESP)           |            |            |            |            |            |              | ●            |          | ●        |          | ●        | 0      | 3      | 0      |
| 3      | Новак Джокович (SRB)              |            |            |            |            |            |              |              | ●        |          |          | ●        | 2      | 1      | 0      |
| 3      | Лукаш Кубот (POL)                 |            |            |            |            |            |              |              |          | ●        |          | ●        | 0      | 3      | 0      |
| 3      | Олівер Марах (AUT)                |            |            |            |            |            |              |              |          | ●        |          | ●        | 0      | 3      | 0      |
| 3      | Хуан Карлос Ферреро (ESP)         |            |            |            |            |            |              |              |          |          | ●        |          | 3      | 0      | 0      |
| 3      | Хуан Ігнасіо Чела (ARG)           |            |            |            |            |            |              |              |          |          | ●        | ●        | 2      | 1      | 0      |
| 3      | Мікаель Льодра (FRA)              |            |            |            |            |            |              |              |          |          | ●        | ●        | 2      | 1      | 0      |
| 3      | Альберт Монтаньєс (ESP)           |            |            |            |            |            |              |              |          |          | ●        | ●        | 2      | 1      | 0      |
| 3      | Сергій Стаховський (UKR)          |            |            |            |            |            |              |              |          |          | ●        | ●        | 2      | 1      | 0      |
| 3      | Михайло Южний (RUS)               |            |            |            |            |            |              |              |          |          | ●        | ●        | 2      | 1      | 0      |
| 2      | Філіпп Пецшнер (GER)              |            | ●          |            |            |            |              |              |          |          |          | ●        | 0      | 2      | 0      |
| 2      | Робін Содерлінг (SWE)             |            |            |            |            |            | ●            |              | ●        |          |          |          | 2      | 0      | 0      |
| 2      | Енді Роддік (USA)                 |            |            |            |            |            | ●            |              |          |          | ●        |          | 2      | 0      | 0      |
| 2      | Давид Феррер (ESP)                |            |            |            |            |            |              |              | ●        |          |          |          | 2      | 0      | 0      |
| 2      | Фернандо Вердаско (ESP)           |            |            |            |            |            |              |              | ●        |          | ●        |          | 2      | 0      | 0      |
| 2      | Джон Ізнер (USA)                  |            |            |            |            |            |              |              |          | ●        | ●        |          | 1      | 1      | 0      |
| 2      | Ерік Буторак (USA)                |            |            |            |            |            |              |              |          | ●        |          | ●        | 0      | 2      | 0      |
| 2      | Давід Марреро (ESP)               |            |            |            |            |            |              |              |          | ●        |          | ●        | 0      | 2      | 0      |
| 2      | Жан-Жульєн Роєр (AHO)             |            |            |            |            |            |              |              |          | ●        |          | ●        | 0      | 2      | 0      |
| 2      | Ніколас Альмагро (ESP)            |            |            |            |            |            |              |              |          |          | ●        |          | 2      | 0      | 0      |
| 2      | Марин Чилич (CRO)                 |            |            |            |            |            |              |              |          |          | ●        |          | 2      | 0      | 0      |
| 2      | Гільєрмо Гарсія-Лопес (ESP)       |            |            |            |            |            |              |              |          |          | ●        | ●        | 1      | 1      | 0      |
| 2      | Віктор Троїцький (SRB)            |            |            |            |            |            |              |              |          |          | ●        | ●        | 1      | 1      | 0      |
| 2      | Марсель Гранольєрс (ESP)          |            |            |            |            |            |              |              |          |          |          | ●        | 0      | 2      | 0      |
| 2      | Сантьяго Вентура Бертомеу (ESP)   |            |            |            |            |            |              |              |          |          |          | ●        | 0      | 2      | 0      |
| 1      | Іван Любичич (CRO)                |            |            |            |            |            | ●            |              |          |          |          |          | 1      | 0      | 0      |
| 1      | Магеш Бгупаті (IND)               |            |            |            |            |            |              | ●            |          |          |          |          | 0      | 1      | 0      |
| 1      | Лукаш Длоуги (CZE)                |            |            |            |            |            |              | ●            |          |          |          |          | 0      | 1      | 0      |
| 1      | Максим Мирний (BLR)               |            |            |            |            |            |              | ●            |          |          |          |          | 0      | 1      | 0      |
| 1      | Андрій Голубєв (KAZ)              |            |            |            |            |            |              |              | ●        |          |          |          | 1      | 0      | 0      |
| 1      | Давід Налбандян (ARG)             |            |            |            |            |            |              |              | ●        |          |          |          | 1      | 0      | 0      |
| 1      | Сімон Аспелін (SWE)               |            |            |            |            |            |              |              |          | ●        |          |          | 0      | 1      | 0      |
| 1      | Пол Генлі (тенісист) (AUS)        |            |            |            |            |            |              |              |          | ●        |          |          | 0      | 1      | 0      |
| 1      | Марк Ноулз (тенісист) (BAH)       |            |            |            |            |            |              |              |          | ●        |          |          | 0      | 1      | 0      |
| 1      | Джеймі Маррей (GBR)               |            |            |            |            |            |              |              |          | ●        |          |          | 0      | 1      | 0      |
| 1      | Маркос Багдатіс (CYP)             |            |            |            |            |            |              |              |          |          | ●        |          | 1      | 0      | 0      |
| 1      | Томас Беллуччі (BRA)              |            |            |            |            |            |              |              |          |          | ●        |          | 1      | 0      | 0      |
| 1      | Микола Давиденко (RUS)            |            |            |            |            |            |              |              |          |          | ●        |          | 1      | 0      | 0      |
| 1      | Рішар Гаске (FRA)                 |            |            |            |            |            |              |              |          |          | ●        |          | 1      | 0      | 0      |
| 1      | Ернестс Гулбіс (LAT)              |            |            |            |            |            |              |              |          |          | ●        |          | 1      | 0      | 0      |
| 1      | Ллейтон Г'юїтт (AUS)              |            |            |            |            |            |              |              |          |          | ●        |          | 1      | 0      | 0      |
| 1      | Михайло Кукушкін (KAZ)            |            |            |            |            |            |              |              |          |          | ●        |          | 1      | 0      | 0      |
| 1      | Фелісіано Лопес (ESP)             |            |            |            |            |            |              |              |          |          | ●        |          | 1      | 0      | 0      |
| 1      | Гаель Монфіс (FRA)                |            |            |            |            |            |              |              |          |          | ●        |          | 1      | 0      | 0      |
| 1      | Жиль Сімон (FRA)                  |            |            |            |            |            |              |              |          |          | ●        |          | 1      | 0      | 0      |
| 1      | Стен Вавринка (SUI)               |            |            |            |            |            |              |              |          |          | ●        |          | 1      | 0      | 0      |
| 1      | Карстен Болл (AUS)                |            |            |            |            |            |              |              |          |          |          | ●        | 0      | 1      | 0      |
| 1      | Жульєн Беннето (FRA)              |            |            |            |            |            |              |              |          |          |          | ●        | 0      | 1      | 0      |
| 1      | Карлос Берлок (ARG)               |            |            |            |            |            |              |              |          |          |          | ●        | 0      | 1      | 0      |
| 1      | Роган Бопанна (IND)               |            |            |            |            |            |              |              |          |          |          | ●        | 0      | 1      | 0      |
| 1      | Даніеле Браччалі (ITA)            |            |            |            |            |            |              |              |          |          |          | ●        | 0      | 1      | 0      |
| 1      | Дастін Браун (GER)[d]             |            |            |            |            |            |              |              |          |          |          | ●        | 0      | 1      | 0      |
| 1      | Юган Брунстрем (SWE)              |            |            |            |            |            |              |              |          |          |          | ●        | 0      | 1      | 0      |
| 1      | Франтішек Чермак (CZE)            |            |            |            |            |            |              |              |          |          |          | ●        | 0      | 1      | 0      |
| 1      | Жеремі Шарді (FRA)                |            |            |            |            |            |              |              |          |          |          | ●        | 0      | 1      | 0      |
| 1      | Пабло Куевас (URU)                |            |            |            |            |            |              |              |          |          |          | ●        | 0      | 1      | 0      |
| 1      | Маркус Даніелл (NZL)              |            |            |            |            |            |              |              |          |          |          | ●        | 0      | 1      | 0      |
| 1      | Джонатан Ерліх (ISR)              |            |            |            |            |            |              |              |          |          |          | ●        | 0      | 1      | 0      |
| 1      | Леош Фридль (CZE)                 |            |            |            |            |            |              |              |          |          |          | ●        | 0      | 1      | 0      |
| 1      | Маріуш Фирстенберг (POL)          |            |            |            |            |            |              |              |          |          |          | ●        | 0      | 1      | 0      |
| 1      | Марк Жікель (FRA)                 |            |            |            |            |            |              |              |          |          |          | ●        | 0      | 1      | 0      |
| 1      | Сантьяго Гонсалес (MEX)           |            |            |            |            |            |              |              |          |          |          | ●        | 0      | 1      | 0      |
| 1      | Кріс Гуччоне (AUS)                |            |            |            |            |            |              |              |          |          |          | ●        | 0      | 1      | 0      |
| 1      | Стівен Гасс (тенісист) (AUS)      |            |            |            |            |            |              |              |          |          |          | ●        | 0      | 1      | 0      |
| 1      | Росс Гатчінс (GBR)                |            |            |            |            |            |              |              |          |          |          | ●        | 0      | 1      | 0      |
| 1      | Крістофер Кас (GER)               |            |            |            |            |            |              |              |          |          |          | ●        | 0      | 1      | 0      |
| 1      | Ігор Куніцин (RUS)                |            |            |            |            |            |              |              |          |          |          | ●        | 0      | 1      | 0      |
| 1      | Скотт Ліпскі (USA)                |            |            |            |            |            |              |              |          |          |          | ●        | 0      | 1      | 0      |
| 1      | Марцин Матковський (POL)          |            |            |            |            |            |              |              |          |          |          | ●        | 0      | 1      | 0      |
| 1      | Марсело Мело (BRA)                |            |            |            |            |            |              |              |          |          |          | ●        | 0      | 1      | 0      |
| 1      | Міхал Мертиняк (SVK)              |            |            |            |            |            |              |              |          |          |          | ●        | 0      | 1      | 0      |
| 1      | Яркко Ніємінен (FIN)              |            |            |            |            |            |              |              |          |          |          | ●        | 0      | 1      | 0      |
| 1      | Філіп Полашек (SVK)               |            |            |            |            |            |              |              |          |          |          | ●        | 0      | 1      | 0      |
| 1      | Себастьян Прієто (тенісист) (ARG) |            |            |            |            |            |              |              |          |          |          | ●        | 0      | 1      | 0      |
| 1      | Айсам-уль-Хак Куреші (PAK)        |            |            |            |            |            |              |              |          |          |          | ●        | 0      | 1      | 0      |
| 1      | Ражів Рам (USA)                   |            |            |            |            |            |              |              |          |          |          | ●        | 0      | 1      | 0      |
| 1      | Тревіс Реттенмаєр (USA)           |            |            |            |            |            |              |              |          |          |          | ●        | 0      | 1      | 0      |
| 1      | Едуардо Шванк (ARG)               |            |            |            |            |            |              |              |          |          |          | ●        | 0      | 1      | 0      |
| 1      | Бруно Соарес (BRA)                |            |            |            |            |            |              |              |          |          |          | ●        | 0      | 1      | 0      |
| 1      | Потіто Стараче (ITA)              |            |            |            |            |            |              |              |          |          |          | ●        | 0      | 1      | 0      |
| 1      | Дмитро Турсунов (RUS)             |            |            |            |            |            |              |              |          |          |          | ●        | 0      | 1      | 0      |
| 1      | Рогір Вассен (NED)                |            |            |            |            |            |              |              |          |          |          | ●        | 0      | 1      | 0      |
| 1      | Орасіо Себальйос (ARG)            |            |            |            |            |            |              |              |          |          |          | ●        | 0      | 1      | 0      |

### Титули за країнами
| Всього | Країна                                 | Grand Slam | Grand Slam | Grand Slam | Фінали ATP | Фінали ATP | Masters 1000 | Masters 1000 | Tour 500 | Tour 500 | Tour 250 | Tour 250 | Всього | Всього | Всього |
| Всього | Країна                                 | S          | D          | X          | S          | D          | S            | D            | S        | D        | S        | D        | S      | D      | X      |
| ------ | -------------------------------------- | ---------- | ---------- | ---------- | ---------- | ---------- | ------------ | ------------ | -------- | -------- | -------- | -------- | ------ | ------ | ------ |
| 27     | Іспанія (ESP)                          | 3          |            |            |            |            | 3            | 1            | 4        | 1        | 10       | 5        | 20     | 7      | 0      |
| 27     | США (USA)                              |            | 2          | 1          |            |            | 1            | 4            | 1        | 4        | 6        | 8        | 9      | 17     | 1      |
| 13     | Сербія (SRB)                           |            | 1          | 1          |            | 1          |              | 1            | 2        | 2        | 1        | 4        | 3      | 9      | 1      |
| 8      | Швеція (SWE)                           |            |            |            |            |            | 1            |              | 1        | 1        |          | 5        | 2      | 6      | 0      |
| 7      | Канада (CAN)                           |            | 1          |            |            | 1          |              | 1            |          | 2        |          | 2        | 0      | 7      | 0      |
| 7      | Австрія (AUT)                          |            | 1          |            |            |            |              | 1            |          | 1        | 1        | 3        | 1      | 6      | 0      |
| 7      | Франція (FRA)                          |            |            |            |            |            |              |              |          |          | 4        | 2        | 5      | 2      | 0      |
| 6      | Індія (IND)                            |            |            | 2          |            |            |              | 3            |          |          |          | 1        | 0      | 4      | 2      |
| 6      | Швейцарія (SUI)                        | 1          |            |            | 1          |            | 1            |              | 1        |          | 2        |          | 6      | 0      | 0      |
| 6      | Аргентина (ARG)                        |            |            |            |            |            |              |              | 1        |          | 2        | 3        | 3      | 3      | 0      |
| 5      | Росія (RUS)                            |            |            |            |            |            |              |              |          |          | 3        | 2        | 3      | 2      | 0      |
| 5      | Румунія (ROU)                          |            |            |            |            |            |              |              |          |          |          | 5        | 0      | 5      | 0      |
| 4      | Велика Британія (GBR)                  |            |            |            |            |            | 2            |              |          | 1        |          | 1        | 2      | 2      | 0      |
| 3      | Німеччина (GER)                        |            | 1          |            |            |            |              |              |          |          |          | 2        | 0      | 3      | 0      |
| 3      | Хорватія (CRO)                         |            |            |            |            |            | 1            |              |          |          | 2        |          | 3      | 0      | 0      |
| 3      | Чехія (CZE)                            |            |            |            |            |            |              | 1            |          |          |          | 2        | 0      | 3      | 0      |
| 3      | Австралія (AUS)                        |            |            |            |            |            |              |              |          | 1        | 1        | 1        | 1      | 2      | 0      |
| 3      | Польща (POL)                           |            |            |            |            |            |              |              |          | 1        |          | 2        | 0      | 3      | 0      |
| 3      | Україна (UKR)                          |            |            |            |            |            |              |              |          |          | 2        | 1        | 2      | 1      | 0      |
| 2      | Казахстан (KAZ)                        |            |            |            |            |            |              |              | 1        |          | 1        |          | 2      | 0      | 0      |
| 2      | Нідерландські Антильські острови (AHO) |            |            |            |            |            |              |              |          | 1        |          | 1        | 0      | 2      | 0      |
| 2      | Бразилія (BRA)                         |            |            |            |            |            |              |              |          |          | 1        | 1        | 1      | 1      | 0      |
| 2      | Словаччина (SVK)                       |            |            |            |            |            |              |              |          |          |          | 2        | 0      | 2      | 0      |
| 1      | Білорусь (BLR)                         |            |            |            |            |            |              | 1            |          |          |          |          | 0      | 1      | 0      |
| 1      | Багамські Острови (BAH)                |            |            |            |            |            |              |              |          | 1        |          |          | 0      | 1      | 0      |
| 1      | Кіпр (CYP)                             |            |            |            |            |            |              |              |          |          | 1        |          | 1      | 0      | 0      |
| 1      | Латвія (LAT)                           |            |            |            |            |            |              |              |          |          | 1        |          | 1      | 0      | 0      |
| 1      | Фінляндія (FIN)                        |            |            |            |            |            |              |              |          |          |          | 1        | 0      | 1      | 0      |
| 1      | Ізраїль (ISR)                          |            |            |            |            |            |              |              |          |          |          | 1        | 0      | 1      | 0      |
| 1      | Італія (ITA)                           |            |            |            |            |            |              |              |          |          |          | 1        | 0      | 1      | 0      |
| 1      | Ямайка (JAM)                           |            |            |            |            |            |              |              |          |          |          | 1        | 0      | 1      | 0      |
| 1      | Мексика (MEX)                          |            |            |            |            |            |              |              |          |          |          | 1        | 0      | 1      | 0      |
| 1      | Нідерланди (NED)                       |            |            |            |            |            |              |              |          |          |          | 1        | 0      | 1      | 0      |
| 1      | Нова Зеландія (NZL)                    |            |            |            |            |            |              |              |          |          |          | 1        | 0      | 1      | 0      |
| 1      | Пакистан (PAK)                         |            |            |            |            |            |              |              |          |          |          | 1        | 0      | 1      | 0      |
| 1      | Уругвай (URU)                          |            |            |            |            |            |              |              |          |          |          | 1        | 0      | 1      | 0      |